# Heteroscorpion goodmani
Espèce
Heteroscorpion goodmani est une espèce de scorpions de la famille des Heteroscorpionidae. Lourenco décrit pour la première fois en 1996. 

## Distribution
Cette espèce est endémique d'Anôsy à Madagascar. Elle se rencontre dans le parc national d'Andohahela.

## Description
Le mâle mesure 115,0 mm et la femelle 63,0 mm. Les caractères suivants peuvent distinguer l'espèce de Heteroscorpion goodmani:
| Couleur  | Longueur totale adulte | Modèle trichobothrial                                         |
| -------- | ---------------------- | ------------------------------------------------------------- |
| noirâtre | 60-100 mm              | Rotule avec 8-9 ventrale et 17 externes Chela avec 9 ventraux |

## Étymologie
Cette espèce est nommée en l'honneur de Steven M. Goodman.

## Publication originale
- Lourenço, 1996 : Scorpions (Chelicerata, Scorpiones). Faune de Madagascar, vol. 87, p. 1-102.